# جونگین
| طبقه       | هانگول | هانجا | معنی               |
| ---------- | ------ | ----- | ------------------ |
| یانگبان    | 양반   | 兩班  | نخبگان             |
| جونگین     | 중인   | 中人  | طبقه متوسط بالا    |
| سانگ‌مین    | 상민   | 常民  | طبقه متوسط پایین   |
| چئونمین    | 천민   | 賤民  | عوام               |
| • باکجئونگ | 백정   | 白丁  | نجس‌ها              |
| • نوبی     | 노비   | 奴婢  | برده‌ها (یا رعیت‌ها) |
| ن          |        |       |                    |

جونگین، چونگین (انگلیسی: Jungin) طبقهٔ متوسط بالا در پادشاهی چوسون در جامعه قرون وسطایی و اوایل دوره مدرن کره گفته می‌شود. نام «جونگین» مستقیماً به معنای «افراد متوسط» است. این طبقه ممتاز از طبقه متوسط پایین متشکل از گروه کوچکی از بوروکرات‌های خرده‌پا و سایر کارگران ماهر با تحصیلات عالی بود که مهارت‌های فنی و اداری آنها طبقه یانگبان‌ها و خانواده سلطنتی را قادر می‌ساخت که بر طبقات پایین حکومت کنند. جونگین مایهٔ حیات بوروکراسی کنفسیوس‌گرایی کره بود، که طبقات بالای جامعه به آنها وابسته بودند تا تسلط خود را بر مردم حفظ کنند. سنت‌ها و عادات آنها پیشگامان سیستم‌های اداری مدرن کره‌ای در کره شمالی و کره جنوبی است.
در سلسله‌های کره به خصوص در طول سلسله چوسون جونگین‌ها از نظر طبقاتی پایین‌تر از یانگبان‌ها اما بالاتر از طبقه متوسط پایین‌تر و طبقه کارگر عادی بودند. آنها شامل کارمندان دولتی با تحصیلات عالی، با یک وضعیت قابل مقایسه با کارگران یقه سفید (به عنوان مثال مفسران، دانشمندان، مهندسان، پزشکان، حقوقدانان، ستاره‌شناسان، حسابداران، خوشنویسان و نوازندگان), افسران نظامی و فرزندان نامشروع اشراف بودند.
در زندگی روزمره، جونگین‌ها زیر یانگبان‌های اشرافی بودند اما از سانگ‌مین‌های (طبقه متوسط پایین) و طبقه کارگر برتر بودند. نقش آنها مقامات فنی و اداری جزئی بود که از ساختار دولت حمایت می‌کردند. مقامات عالی‌رتبه، جونگین‌ها، از نظر اداری یانگبانها را قادر می‌ساختند تا بر طبقات پایین‌تر فشار وارد کنند، به ویژه کنترل کاملی بر طبقه سانگ‌مین‌ها داشته باشند. جونگین‌ها به عنوان طبقه متوسط عمل می‌کرد و اساساً بوروکرات‌های خرده‌پا به ویژه در مناطق روستایی بودند.
گرچه جونگین‌ها از نظر طبقه اجتماعی از اشراف پایین‌تر به‌شمار می‌آمدند، اما آنها بسیار تحصیل کرده بودند و از امتیازات و نفوذ بسیار بیشتری نسبت به عوام طبقه متوسط و طبقه کارگر پایین برخوردار بودند. به عنوان مثال، از جونگین‌ها مالیات دریافت نمی‌شد و مشمول خدمت وظیفه عمومی نمی‌شدند. مانند یانگبانها، آنها اجازه داشتند در قسمت مرکزی شهر زندگی کنند ، از این رو «مردم میانه» نامگذاری شد. همچنین ، جونگین‌ها تمایل داشتند که در بین طبقهٔ خود و همچنین در طبقهٔ یانگبان ازدواج کنند.